# Broken (Bad Religion)
Broken is een single van de Amerikaanse punkband Bad Religion. Het is het vierde nummer van het twaalfde studioalbum van de band. De tekst is afkomstig van gitarist Brett Gurewitz, die na een lange pauze terug bij de band is.

## Albums
Het nummer is alleen te horen op het oorspronkelijke album The Process of Belief. Het is (nog) niet verschenen op latere compilatie- of livealbums.

## Samenstelling
- Greg Graffin - zang
- Brett Gurewitz - gitaar
- Brian Baker - gitaar
- Greg Hetson - gitaar
- Jay Bentley - basgitaar